# White Heath (Illinois)
White Heath es un lugar designado por el censo ubicado en el condado de Piatt en el estado estadounidense de Illinois. En el Censo de 2010 tenía una población de 290 habitantes y una densidad poblacional de 322,68 personas por km².

## Geografía
White Heath se encuentra ubicado en las coordenadas 40°5′13″N 88°30′42″O / 40.08694, -88.51167. Según la Oficina del Censo de los Estados Unidos, White Heath tiene una superficie total de 0.9 km², de la cual 0.9 km² corresponden a tierra firme y (0%) 0 km² es agua.

## Demografía
Según el censo de 2010, había 290 personas residiendo en White Heath. La densidad de población era de 322,68 hab./km². De los 290 habitantes, White Heath estaba compuesto por el 98.28% blancos, el 0.69% eran afroamericanos, el 0% eran amerindios, el 0.34% eran asiáticos, el 0% eran isleños del Pacífico, el 0.34% eran de otras razas y el 0.34% pertenecían a dos o más razas. Del total de la población el 1.38% eran hispanos o latinos de cualquier raza.